# Logrosán
Logrosán (extremadurai nyelven Logrossán) település Spanyolországban, Cáceres tartományban. Logrosán Navalvillar de Pela, Madrigalejo, Zorita, Garciaz, Berzocana, Cañamero, Casas de Don Pedro és Puebla de Alcocer községekkel határos. Lakosainak száma 1903 fő (2024).

## Népesség
A település népessége az elmúlt években az alábbi módon változott:
| Lakosok száma | 2437 | 2239 | 2227 | 2090 | 2080 | 2119 | 2045 | 1994 | 1944 | 1903 |
|               | 2001 | 2004 | 2006 | 2009 | 2011 | 2014 | 2016 | 2019 | 2021 | 2024 |